# Marée galactique
La marée galactique est l'effet de la tension gravitationnelle subie par des objets astronomiques exposés au champ gravitationnel d'une galaxie. Ce phénomène concerne particulièrement les collisions galactiques, la dissociation de galaxies naines ou satellites, ainsi que l'effet de marée qui serait imposé par la Voie lactée à l'hypothétique nuage de Oort, au sein du système solaire.

## Principe de l'effet de marée

Un corps entrant dans l'influence d'un corps plus massif est étiré par les forces de marée.

Lorsqu'un objet (comme l'objet indiqué en bleu dans les diagrammes à gauche) est dans le champ gravitationnel d'une masse importante (celle de l'objet indiqué en jaune), il subit une déformation gravitationnelle.
Les forces d'attraction sont inversement proportionnelles à la distance; plus le premier objet A est proche du second objet B, plus le premier objet A est affecté par la gravité de l'objet B, conformément à la loi de Newton sur la gravitation universelle. Ceci est également vrai en ce qui concerne les différentes parties d'un objet; à partir du moment surtout où la surface de l'objet A est exposée à une force d'attraction plus intense de la part de l'objet B que celle exercée par son propre noyau. Lorsque la masse de l'objet B est particulièrement importante, la surface de l'objet A est amenée à se détacher de son noyau, et l'objet tend à se distendre et à s'aplatir dans la direction de l'objet plus grand. Le grand corps est lui-même exposé à une distorsion similaire, mais beaucoup plus faible, causée exactement de la même manière par le champ gravitationnel du corps de petite taille. En termes techniques, la forme d'équilibre d'un corps est celle qui minimise son énergie potentielle gravitationnelle. Dans l'espace absolument vide de toute matière, cette forme est celle d'une sphère. Par contre, à proximité d'une masse importante, la forme de plus basse énergie potentielle est un ovoïde étiré le long de l'axe reliant les deux objets.
Par exemple, les marées sur Terre sont causées par la déformation que la Lune et le Soleil induisent à l'encontre du champ gravitationnel de la Terre. Ici la rotation de la Terre est suffisamment lente pour que la Terre soit capable de se remodeler et pour que les distorsions restent orientées approximativement dans la direction de la Lune et le Soleil. Du point de vue d'une personne à la surface de la planète, nous passons sur les grands axes des distorsions environ deux fois par jour chacun, à laquelle la marée points hauts sont expérimentés[pas clair]. Depuis les positions relatives de la Terre, le Soleil et la Lune sont en constante évolution, les effets de marée se renforcent les uns les autres ou tendent à se contrecarrer à des degrés divers. (Voir mortes-eaux).

## Effet sur les galaxies

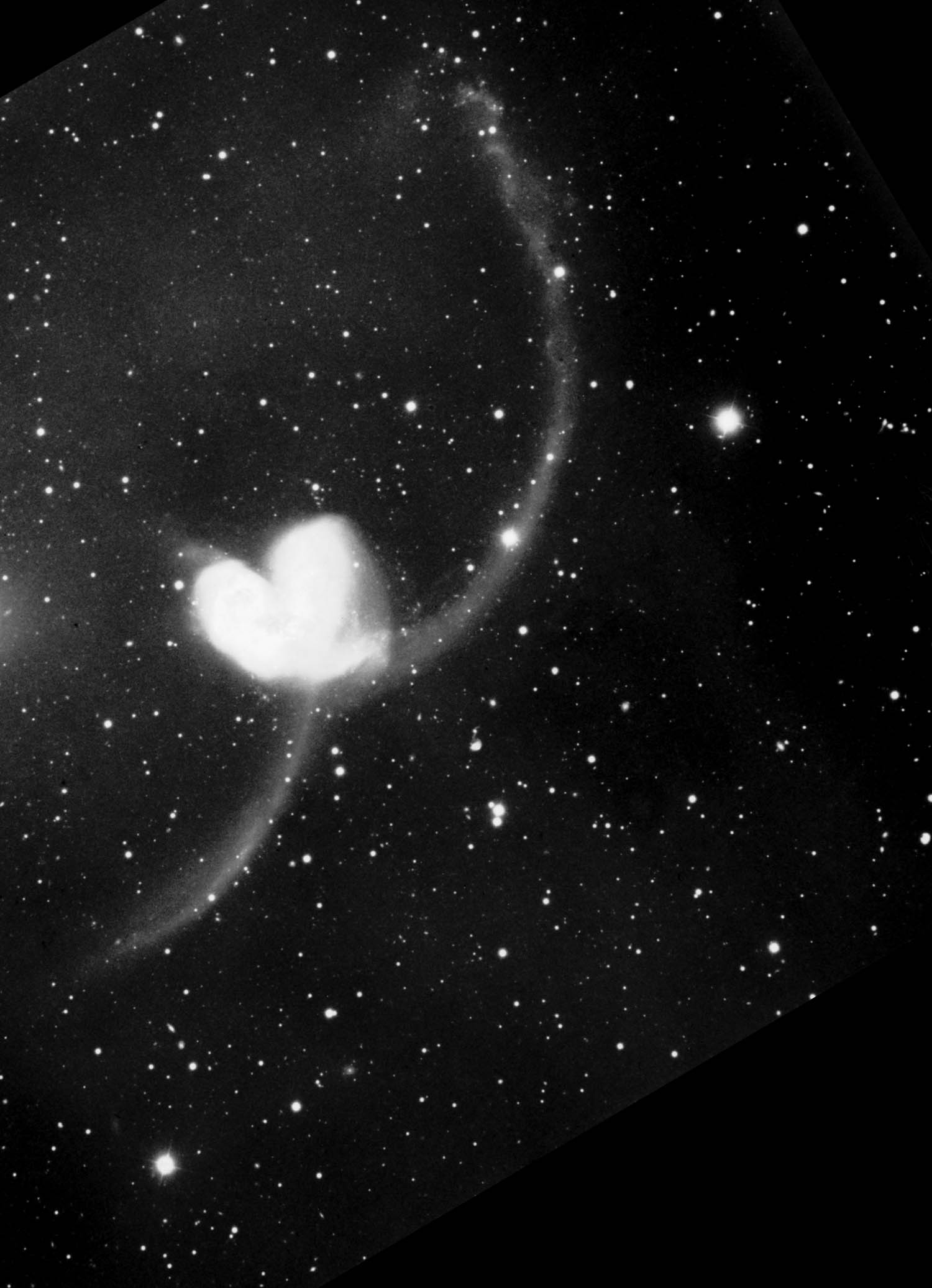
Les galaxies des Antennes (NGC 4038 et NGC 4039) avec leurs longs bras formés par l'effet de marée galactique.

Les marées galactiques montrent les mêmes processus à l'œuvre sur une échelle beaucoup plus grande. Les galaxies, soumises à leurs interactions gravitationnelles sont étirées dans la direction de cette interaction. Elles peuvent éventuellement s'aplatir et se distendre vers leur centre galactique ou subir des perturbations à leurs orbites. Par ailleurs, si les galaxies sont en rotation rapide, leurs sections peuvent ne pas être en mesure de faire face à la distorsion comme la Terre, et de longues queues d'étoiles ou d'autres régions fortement déformées peuvent en résulter.

### Collisions de galaxies
Lorsque les trajectoires de deux galaxies les amènent à passer à proximité l'une de l'autre ou à entrer en collision, les masses mises en jeu suscitent des effets de marée gravitationnelle très importants. Ceci produit en général des déformations très importantes et des modifications spectaculaires de la distribution des étoiles qui les composent. Les déformations résultant des forces de marée se produisent principalement le long de l'axe qui relie les centres de masse des deux galaxies. Cet effet se combine avec le mouvement de rotation des bras de chaque galaxie autour de leur centre. Au moment du passage proximal périgalactique, où l'effet est le plus fort, ceci produit en général de longs bras courbés ou queues d'étoiles qui s'éloignent du centre de chaque disque galactique. Deux exemples de ces queues de marées galactiques sont visibles dans les galaxies des Antennes ou dans la galaxie des souris (NGC 4676)

## Dans la culture populaire
Un effet de marée galactique désastreux engendré par un alignement galactique était l'un des scénarios de fin du monde agités pour l'année 2012, bien que les observations et calculs astronomiques ne notent aucun alignement particulier en 2012 ni force de marée significative sur la Terre en cas d'alignement galactique ou planétaire.